# Kim Jong-hun
Kim Jong-hun (김정훈 en coreano) es un exfutbolista y entrenador norcoreano. Fue entrenador de Corea del Norte. Actualmente es agente libre 

## Carrera
Kim fue jugador del Deportivo 25 de abril y de Corea del Norte durante muchos años, fue capitán del equipo nacional y fue considerado uno de los mejores defensas de su país. Su carrera como futbolista fue desde 1973 hasta 1985, participando en las rondas clasificatorias para el Campeonato Mundial de 1974 y 1986. En 1980, terminó con el equipo nacional al cuarto lugar en la Copa de Asia, el mejor resultado de Corea del Norte en el campeonato continental. En 1982 llegó con el equipo nacional a las semifinales de los Juegos Asiáticos, después de la derrota 2-3 en la prórroga contra Kuwait se produjo una serie de enfrentamientos contra el árbitro, que dio lugar a una sanción de dos años al equipo nacional.
Desde 2007, Kim es el entrenador de la selección nacional, consiguiendo la clasificación para la Copa del Mundo de 2010, la primera desde la Copa del Mundo de 1966. El planteamiento táctico que dispuso Kim durante la Clasificación para la Copa del Mundo fue un juego extremadamente defensivo con un sistema de juego 4-5-1, con unos jugadores muy disciplinados tácticamente, recibiendo solo cinco goles concedidos en 14 partidos de la tercera fase de clasificación, obteniendo el cuarto lugar. Con el portero Ri Myong-guk, una línea de cuatro defensas formada por Cha Jong-hyok, Ri Jun-il, Pak Nam-chol y Ri Kwang-chon. Un centro del campo compuesto por el experimentado Nam Song-chol, Kim Yong-jun y el creador de juego Ahn Young-hak, y arriba con los rápidos contragolpes del único delantero Jong Tae-se, junto a Mun In-guk y Hong Yong-jo. Kim describe su fútbol basado en una técnica rápida y fiable, cumpliendo con los requisitos de orientación al juego moderno, todo ello acompañado por una buena preparación física.